# Астраханский говор
Астраханский говор (тат. әстерхан сөйләше) — говор, распространенный среди астраханских татар.

## Описание
Астраханский говор традиционно относится к среднему диалекту татарского языка, однако некоторые ученые классифицируют как диалект ногайского языка. В отличие от остальных говоров и самого литературного языка, имеет много архаичных слов и отличных грамматических форм. Во многом это было связано с тем, что астраханские татары долгое время жили в условиях относительно изолированного этнокультурного пространства, тесно контактируя с ногайцами, казахами и калмыками, но при этом сохраняя свою самобытность.
В свою очередь говор подразделяется на три подговора: алабугатско-татарский, юртовско-татарский и карагашский.
Учеными изучены некоторые особенности говора астраханских татар:
- Сохранение древних согласных звуков  (например, «й» вместо «җ» в некоторых словах);
- Употребление дифтонгов, отсутствующих в казанском татарском (к примеру, «сөйа» (любит) вместо «сөйә»);
- Использование редких форм повелительного наклонения (например, «баргын!» вместо «бар!» — «иди!»);

Также в говоре выделяются лексические заимствования из ногайского, казахского и даже калмыцкого языков. В частности, в говоре есть слово «кышлак» (зимовка, деревня), заимствованное из степных диалектов; а также употребление слова «сарай» в значении «дом», в отличие от литературного татарского «өй».
В настоящее время употребляется крайне редко.